# رشته‌کوه‌های خرقان
سلسله جبال خرقان در شمال شرقی استان همدان واقع شده‌است. خط‌الرأس آن حد طبیعی بین استان همدان و استان قزوین است. از مهم‌ترین گردنه‌های این سلسله گردنهٔ آوج است که ارتفاع آن به ۳۰۱۳ متر از سطح دریا می‌رسد.